# Olios hampsoni
Olios hampsoni là một loài nhện trong họ Sparassidae.
Loài này thuộc chi Olios. Olios hampsoni được Mary Agard Pocock miêu tả năm 1901.